# Aziz Ansari
Aziz Ansari (ur. 23 lutego 1983 w Columbii) – amerykański aktor i komik stand-upowy, wcielający się w postać jednego z głównych bohaterów w produkcji telewizji NBC, Parks and Recreation.
Ansari rozpoczął karierę latem 2001 roku, kiedy to będąc studentem New York University dawał pierwsze występy stand-upowe. W 2007 roku nastąpił przełom w jego artystycznej działalności; właśnie wtedy został współtwórcą i jednocześnie aktorem w serialu komediowym MTV, Human Giant. To pociągnęło za sobą kolejne role, również te filmowe, w takich obrazach, jak m.in.: Funny People, Stary, kocham cię, Złap, zakapuj, zabłyśnij i Idol z piekła rodem.
Ansari kontynuuje jednocześnie pracę jako komik; w styczniu 2010 roku ukazało się jego debiutanckie CD/DVD Intimate Moments for a Sensual Evening, wydane nakładem Comedy Central Records. W tym samym roku pełnił rolę prowadzącego gali MTV Video Music Awards. Począwszy od 2010 roku, Ansari wyruszył ponadto w trzy trasy stand-upowe po całych Stanach Zjednoczonych; duża część materiału z tych występów została opublikowana na jego stronie internetowej i wyemitowana na antenie stacji telewizyjnej Comedy Central.

## Młodość
Aziz Ansari urodził się w Columbii, w Karolinie Południowej, jako syn indyjskich imigrantów, wywodzących się ze stanu Tamil Nadu na południu Indii. Jego matka, Fatima, pracuje w gabinecie lekarskim, zaś ojciec, Shoukath, jest gastroenterologiem. Ansari dorastał w Bennettsville, gdzie uczęszczał do Marlboro Academy oraz prestiżowej South Carolina Governor's School for Science and Mathematics. W późniejszych latach ukończył New York University na kierunku marketing.

## Filmografia

### Film
| Rok  | Tytuł                                   | Rola          | Uwagi                |
| ---- | --------------------------------------- | ------------- | -------------------- |
| 2006 | Szkoła dla drani                        | uczeń         |                      |
| 2008 | Rocker                                  | Aziz          |                      |
| 2009 | Funny People                            | Randy Springs |                      |
| 2009 | Złap, zakapuj, zabłyśnij                | Saddamn       |                      |
| 2009 | Stary, kocham cię                       | Eugene        |                      |
| 2010 | Idol z piekła rodem                     | Matty Briggs  |                      |
| 2011 | 30 minut lub mniej                      | Chet          |                      |
| 2011 | Ilu miałaś facetów?                     | Jay           | głos                 |
| 2012 | Epoka lodowcowa 4: Wędrówka kontynentów | Squint        | głos                 |
| 2012 | Cruel Summer                            |               | film krótkometrażowy |
| 2013 | Tajemnica zielonego królestwa           | Mub           | głos                 |
| 2013 | End of the World                        | on sam        |                      |
| 2014 | Chłopaki do wzięcia                     | Marcus        |                      |

### Telewizja
| Rok       | Tytuł                   | Rola                           | Uwagi                                                                  |
| --------- | ----------------------- | ------------------------------ | ---------------------------------------------------------------------- |
| 2007      | Flight of the Conchords | Sinjay                         | odcinek: „Drive By”                                                    |
| 2007      | Human Giant             | członek obsady                 | scenarzysta, współtwórca                                               |
| 2008      | Najgorszy tydzień       | pracownik                      |                                                                        |
| 2009      | Posterunek w Reno       | przedstawiciel ubezpieczeniowy | 3 odcinki                                                              |
| 2009      | Hoży doktorzy           | Ed Dhandapani                  | 4 odcinki                                                              |
| 2009      | Parks and Recreation    | Tom Haverford                  | główna rola                                                            |
| 2012-2016 | Bob’s Burgers           | DRL                            | 7 odc.                                                                 |
| 2015–17   | Specjalista od niczego  | Dev Shah                       | 20 odc., gł. rola, współtwórca, producent wykon. scenarzysta i reżyser |

### Wideoklipy
| Rok  | Artysta            | Utwór  | Rola   |
| ---- | ------------------ | ------ | ------ |
| 2011 | Jay-Z & Kanye West | „Otis” | on sam |

## Dyskografia
- Intimate Moments for a Sensual Evening (2010)
- Dangerously Delicious (2012)